# Rogale Wielkie
Rogale Wielkie (niem. Groß Rogallen) – wieś w Polsce położona w województwie warmińsko-mazurskim, w powiecie piskim, w gminie Biała Piska. W latach 1975–1998 miejscowość administracyjnie należała do województwa suwalskiego. Wieś znajduje się niedaleko granicy województwa warmińsko-mazurskiego z województwem podlaskim.
Dawniej we wsi znajdowała się szkoła podstawowa, lecz po pewnym czasie uległa likwidacji. Teraz młodzież ze wsi Rogale Wielkie uczęszcza do szkoły w Skarżynie i Białej Piskiej.

## Historia
Wieś powstała w ramach kolonizacji Wielkiej Puszczy. Wcześniej był to obszar Galindii. Wieś ziemiańska, dobra służebne w posiadaniu drobnego rycerstwa (tak zwani wolni), z obowiązkiem służby rycerskiej (zbrojnej). W XV w. wieś wymieniana w dokumentach pod nazwą Rogalen, Rogaller i należała do parafii w Różyńsku. Osada powstała przed wojną trzynastoletnią (1454−1466). Wieś lokowana przez komtura Zygfryda Flacha von Schwartzburga w 1471 r., na 30 łanach na prawie magdeburskim, z obowiązkiem dwóch służb konnych. Przywilej otrzymał Maciej Rogala wraz z krewnymi: Grzegorzem i Stefanem.